# 河陽許氏
河陽許氏（ハヤンホし、朝鮮語: 하양허씨）は、朝鮮の氏族の一つ。本貫は慶尚北道慶山市である。2015年の調査では、20,608人である。
始祖は金官加羅国の初代王首露王の妃のサータヴァーハナ朝の王女許黄玉の33代子孫の許康安である。
許康安は高麗時代に河州戸長を務めたので河州を本貫にして河陽許氏を創始した。